# 西恩·卡麥隆·麥可
西恩·卡麥隆·麥可（英語：Sean Cameron Michael，1969年12月24日—），南非男演員、編劇、製片人和歌手。以英語為母語，還能說流利的南非語。知名演出作品如電視劇《美国：我们的故事》（2011年）、《黑帆》（2014年至2015年）、《狙擊生死線》（2016年至2017年）、《血路狂飆》（2017年），以及電影《浴血復仇路》（2015年）、《最後的受害者》（2019年）、《美国犯罪的最后日子》（2020年）和《人肉炸彈》（2020年）。

## 早期生活
西恩·卡麥隆·麥可生於開普敦。他在出演了幾部舞台音樂劇後，12歲時對表演產生了興趣。高中畢業後，麥可在波切夫斯特魯姆的南非國防軍擔任步兵，完成了兩年義務兵役。

## 外部連結
- 西恩·卡麥隆·麥可在互联网电影资料库（IMDb）上的資料（英文）